# 3DMGAME
3DMGAME，簡稱3DM，是以遊戲資訊為主的中國人民共和國门户网站和網路論壇，提供遊戲汉化和破解服務，是中國大陸的盜版基地之一。網站早期是一個色情游戏網站，2007年被中國大陸警方查處後，網站改變營運方針，轉型為遊戲資訊網站。

## 历史

### 华娱在线時期（2002-2007）
2002年高青青建立了一個色情游戏網站，出於他個人喜歡，網站以3D色情遊戲內容為主。2004年11月，高青青將網站轉讓給刘岩，刘岩將網站改名「华娱在线」繼續營運，他負責技術問題，並找到女友宿菲菲擔任站長。3DM當時屬於华娱在线的子站，域名為「chnren」。隨後刘岩在網站內組織漢化組，主要漢化ILLUSION等日本成人遊戲公司的作品，並以收費方式發佈盈利。2005年9月，網站改版，除了使用域名「3dmgame.com」，網站關注內容擴展到所有3D單機遊戲的報道和漢化。2007年4月8日，上海徐匯一公安局收到家長舉報「华娱在线」發佈色情遊戲，警察在調查之後在當月分別拘捕了刘岩和宿菲菲等人，「华娱在线」也是中國大陸首例「网络贩卖境外淫秽游戏案」。網站在查封之後，3DM的部分主編決定重建3DM，並將伺服器架設國外，網站名為「3DM国际」。

### 3DM獨立時期（2008-至今）
2008年刘岩等人出獄後，移除了網站的色情內容，轉型專注單機遊戲的破解和中文化，這個時期3DMGAME和有提供相關服務的游侠网存在一定的競爭關係。2010年1月25日，3DM解散負責遊戲漢化的3DM工作室，宿菲菲在接受騰訊科技採訪時表示，由於漢化存在惡性競爭，所以解散工作室，工作室成員會重組到其他漢化組。5月，中國大陸遊戲網站178游戏网投資3DM網站500萬人民幣，並協助3DM重組，還提供推廣和宣傳。2010年7月游侠网與《古剑奇谭》發行商合作，在站內發行遊戲數位版，3DM在《古剑奇谭》的論壇版規更新了禁止發佈破解補丁的內容，自此中國大陸的遊戲盜版網站形成了「不破解国产单机」的潛規則。自2011年7月《仙剑奇侠传五》發售開始，3DM全面和中國大陸遊戲發行商合作，在自家商城發售國內正版遊戲。
2013年4月8日，宿菲菲表示由於拒絕了騰訊的投資，網站被腾讯电脑管家識別為「危險提醒」的網站，網站訪問量大減。事件在微博上引起輿論，騰訊在事件曝光後半天取消「危險提醒」等警告。同年11月26日，宿菲菲表示網站遭到百度全面封殺，她推測3DM和360合作導致百度的不滿，百度刻意降低3DM的搜索權重，影響到網站營運。12月18日，百度與3DM達成和解，恢復過去顯示的3DM相關搜索結果。12月31日，3DM因為涉及「低俗，传销，敲诈勒索内容」被国家互联网信息办公室勒令整改，停止網站的域名解析。新浪遊戲引述業內人士分析，3DM長期的盜版遊戲服務可能是事件導火線。2014年1月28日，3DM完成整改，網站恢復正常訪問。3月13日，宿菲菲在微博上透露3DM已經出售，後被確認為凤凰传媒控股3DM母公司三鼎梦，到2015年上半年，凤凰传媒憑藉3DM和游侠网作為銷售渠道，佔據了中國大陸單機遊戲七成五的市場佔有率。
3DMGAME一般是轉載國外破解組的破解補丁，直到2014年新的加密技術Denuvo出現，由於國外破解組受阻，3DM決定自行進行破解，並在一個月內破解使用64位Denuvo加密的《龙腾世纪：审判》。同年6月，3DM的漢化組首次以募資方式籌集漢化遊戲。2016年2月，3DM因為破解《三國志13》收到遊戲製作公司光榮特庫摩遊戲（簡稱光榮）的律師函，要求3DMGAME撤銷破解內容和道歉。宿菲菲隨即宣佈會撤銷相關內容，並承諾兩年內停止破解遊戲。5月，光榮正式在北京知識産權法院提出起訴三鼎梦。2017年光榮勝訴，三鼎梦賠款162萬人民幣，這也是中國大陸首例海外公司告遊戲破解資源發佈網站勝訴的侵權案件。三鼎梦之後上訴，法院維持原判。2017年9月，凤凰传媒出讓三鼎梦41%的股份，三鼎梦第二大股東上海展宏网络接手出讓的股份成最大股東。10月，中國大陸獨立遊戲工作室惊叫盒游戏表示3DMGAME在網站上發佈他們作品《愤怒军团：重装》的破解版。2018年3月2日，3DMGAME在網站上發佈了《最终幻想15》破解版，比官方PC版發行時間更早，3DMGAME表示這是用戶的個人行為。
2018年7月3DM網站改版，網站關注的內容從單機和主機遊戲，擴展到網遊、手機遊戲和網頁遊戲，同時開設一個漢化請願窗口，根據請願需求展開漢化計劃。在新華網主辦的2019中国游戏盛典中，3DM評選為「年度影响力游戏媒体」之一。